# Brania kerguelensis
Brania kerguelensis är en ringmaskart som först beskrevs av McIntosh 1885.  Brania kerguelensis ingår i släktet Brania och familjen Syllidae.
Artens utbredningsområde är havet kring Nya Zeeland. Inga underarter finns listade i Catalogue of Life.